# Vlissingen
Vlissingen (zelandès Vlissienge) és una ciutat de l'antiga illa de Walcheren, a la província de Zelanda, als Països Baixos. L'1 de gener de 2009 tenia 44.721 habitants repartits per una superfície de 344,98 km² (dels quals 310,82 km² corresponen a aigua). Limita al nord amb Veere i Middelburg, a l'est Borsele i al sud amb Sluis i Terneuzen.
El nom Vlissingen es retroba a Nova York sota la versió anglòfona de Flushing (que és com es coneix aquesta ciutat en anglès). La ciutat fou el lloc de naixença de l'almirall Michiel de Ruyter.
És el punt final de la línia zelandesa de ferrocarrils (Zeeuwse Lijn), l'única de la província, que comença a Roosendaal. Al costat de l'estació hi ha la terminal de ferrys ràpids que connecten la ciutat amb Breskens, al Flandes Zelandès. L'obertura del Túnel de l'Escalda Occidental però, en reduí la demanda a partir del març del 2003.

## Port
La seva estratègica situació a la riba dreta (septentrional) de l'Escalda Occidental, amb bon accés al Mar del Nord, en va fer un port important ja des de l'Edat Mitjana (li fou concedit el títol de ciutat el 1315). Posteriorment, durant l'expansió colonial neerlandesa, Vlissingen passà a ser un dels principals ports de la Companyia de les Índies Occidentals.
Actualment segueix sent un dels ports més importants del país.

## Administració
El consistori consta de 29 membres, compost per:
- Partit del Treball, (PvdA) 8 regidors
- Partij Souburg Ritthem 5 regidors
- Crida Demòcrata Cristiana, (CDA) 3 regidors
- Partit Popular per la Llibertat i la Democràcia, (VVD) 3 escons
- Partit Socialista, (PvdA) 3 regidors
- Lokale Partij Vlissingen, 3 regidors
- GroenLinks, 1 regidor
- ChristenUnie, 1 regidor
- Unió de la Dreta Cristiana Protestant, 1 regidor
- Progressief Vlissingen, 1 regidor